# دولة قاضي
دولت قاضي (البنغالية: দৌলত কাজী؛ ق. 1600–1638) كان شاعرًا بنغاليًا، وُلد لعائلة قاضي في قرية سلطانبور في راوزان أوبازيلا، في شيتاغونغ. لم يحظَ بأي تقدير في وطنه، فغادر إلى أراكان، حيث يبدو أنه استُقبل بحفاوة.

## الحياة والعمل
يُعتقد أن القاضي هو أول شاعر بنغالي كتب تحت رعاية بلاط أراكان. وكان راعيه أشرف خان قائدًا في جيش الملك ثيري ثودهامّا، الذي حكم بين عامي 1622 و1638. وتدل شواهد في شعره على أن كلاً من خان والقاضي كانا من المتصوفة. وقد طلب أشرف خان من دولت أن ينقل القصص السردية باللغة الأوادهية عن لور وتشانداني ومايانا إلى اللغة البنغالية. إلا أن دولت قاضي تُوفي قبل أن يُتم عمله، وقد أتمّه لاحقًا الشاعر ألَال.

## ملحوظات
1. ↑  Sen, Sukumar (1993). Islami Bangla Sahitya (in Bengali), Kolkata: Ananda Publishers, (ردمك 81-7215-301-5), pp.23-33
2. ↑  Paniker, K. Ayyappa (1997). Medieval Indian Literature: Surveys and selections (بالإنجليزية). Sahitya Akademi. p. 63. ISBN:978-81-260-0365-5. Archived from the original on 2024-08-22.